# Trubbig rullmossa
Trubbig rullmossa (Pseudocrossidium revolutum) är en bladmossart som beskrevs av Robert Zander 1979. Trubbig rullmossa ingår i släktet rullmossor, och familjen Pottiaceae. Enligt den svenska rödlistan är arten starkt hotad i Sverige. Arten förekommer i Götaland och Gotland. Artens livsmiljö är jordbrukslandskap, sjöar och vattendrag. Inga underarter finns listade i Catalogue of Life.

## Bildgalleri

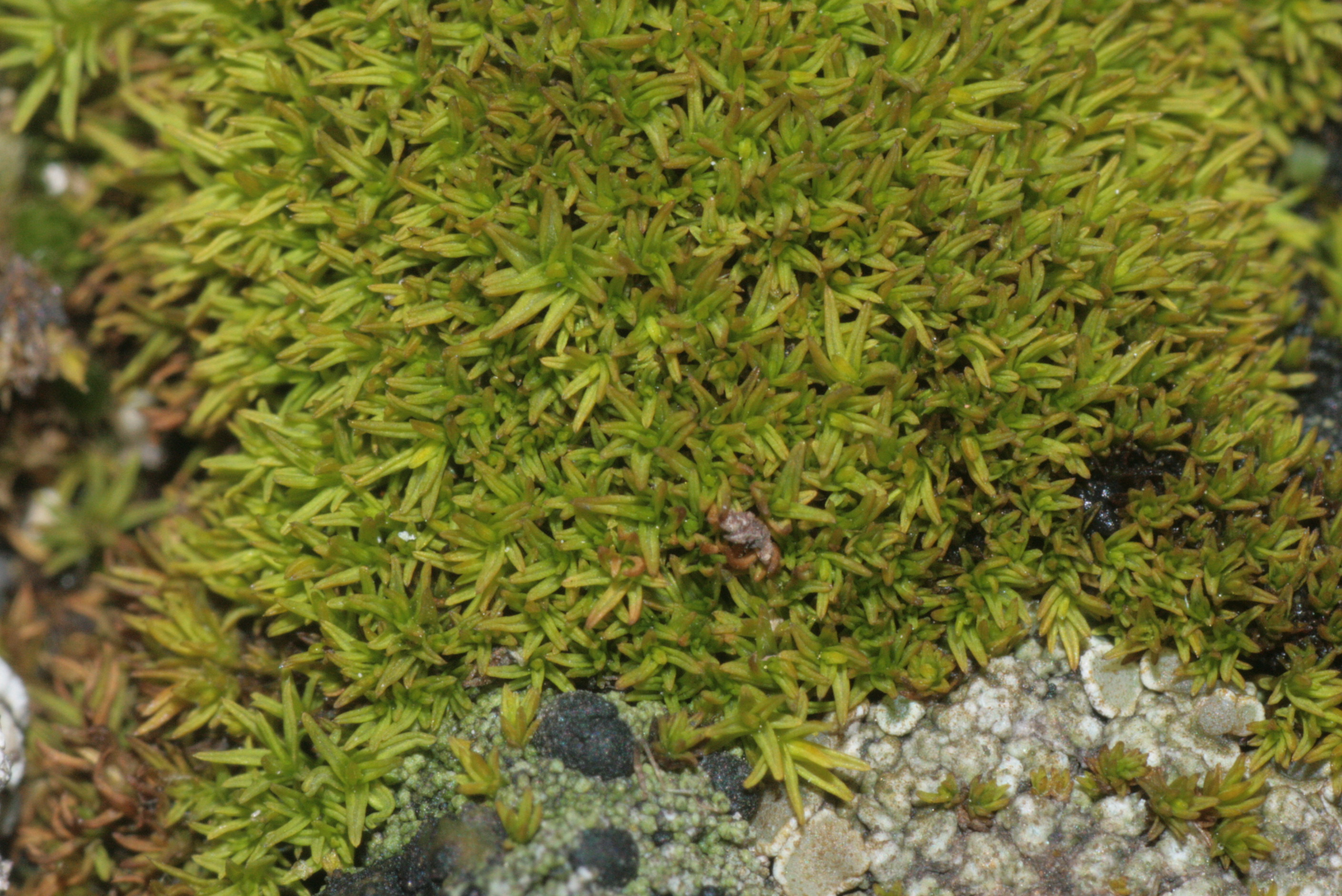
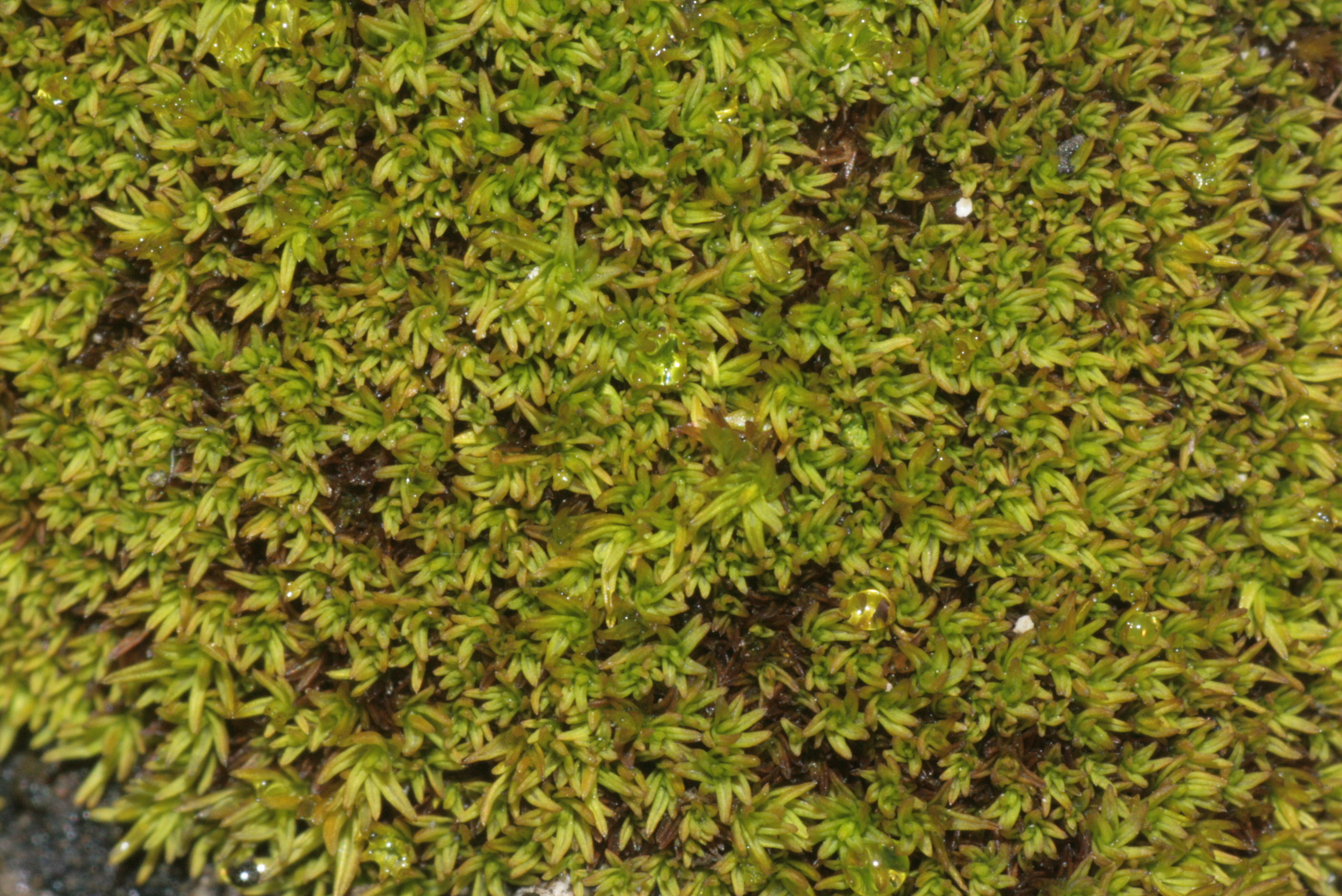
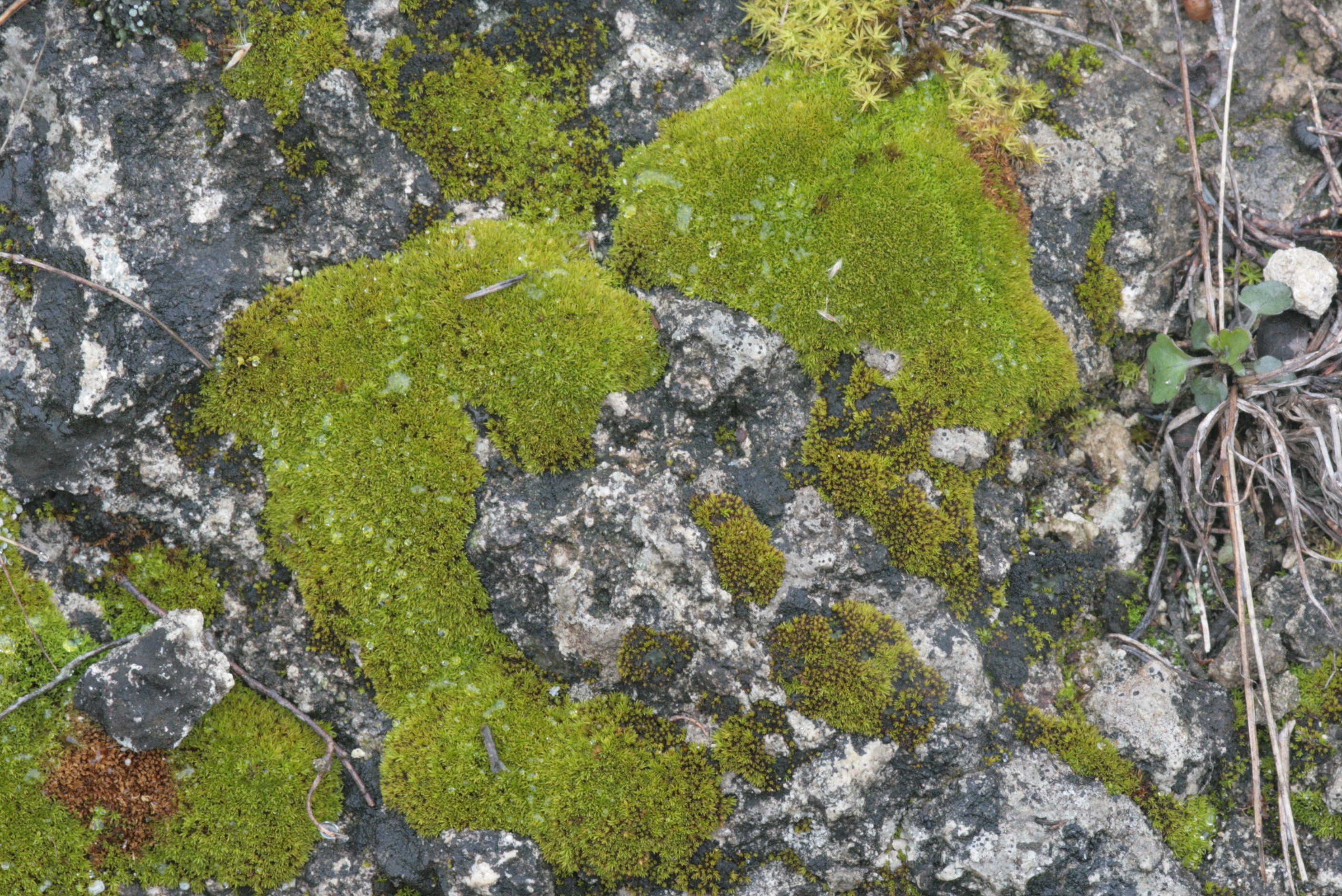
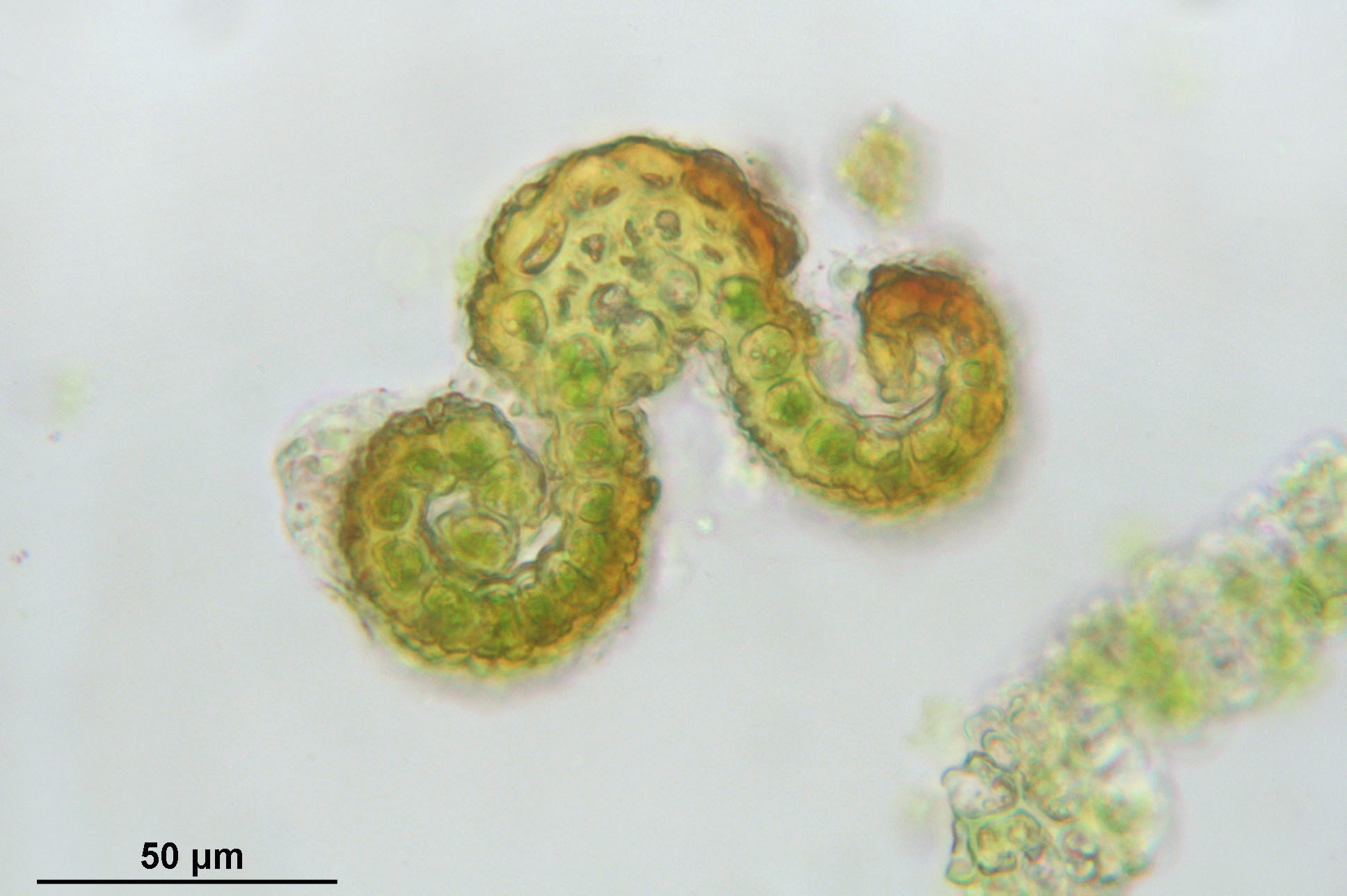
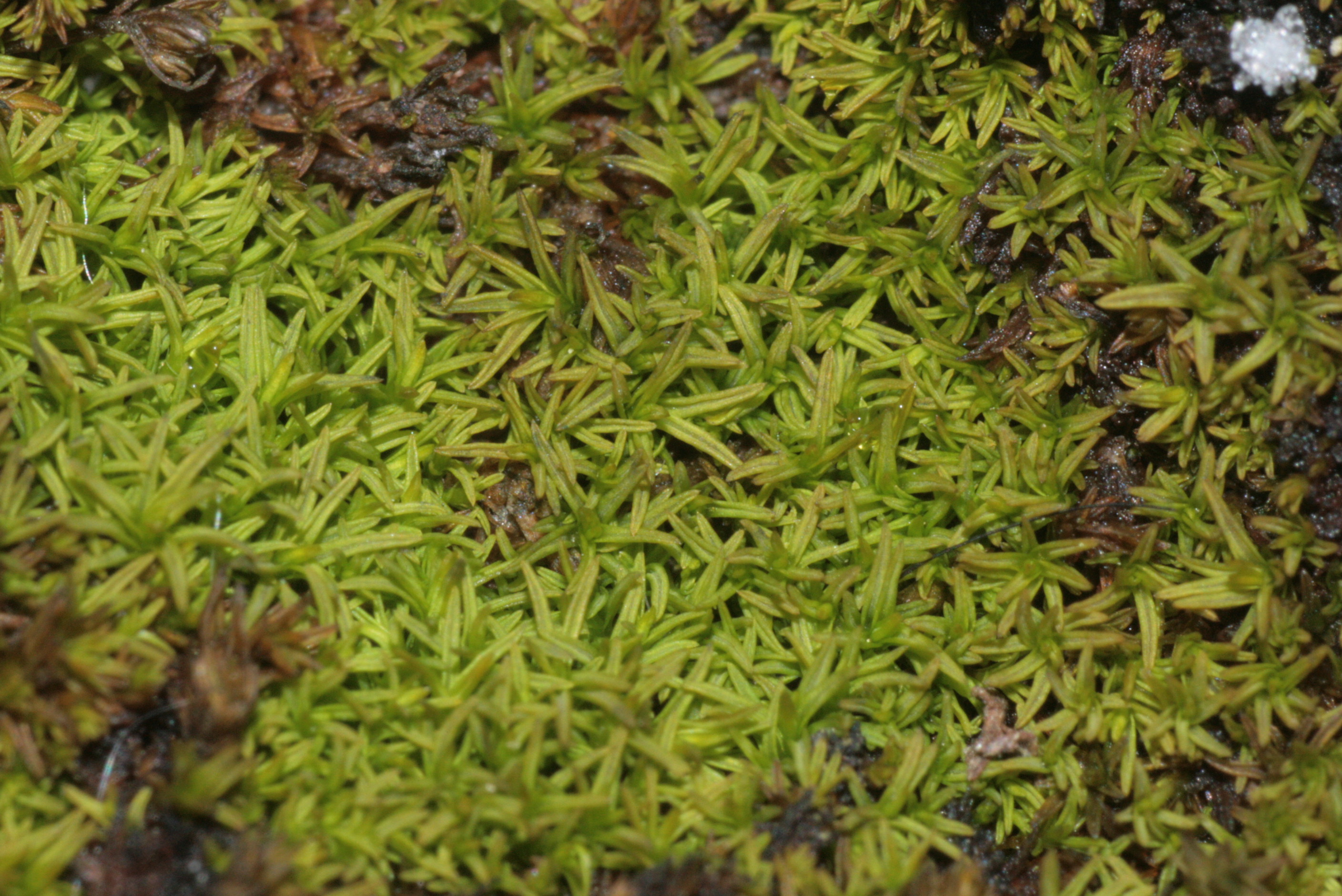
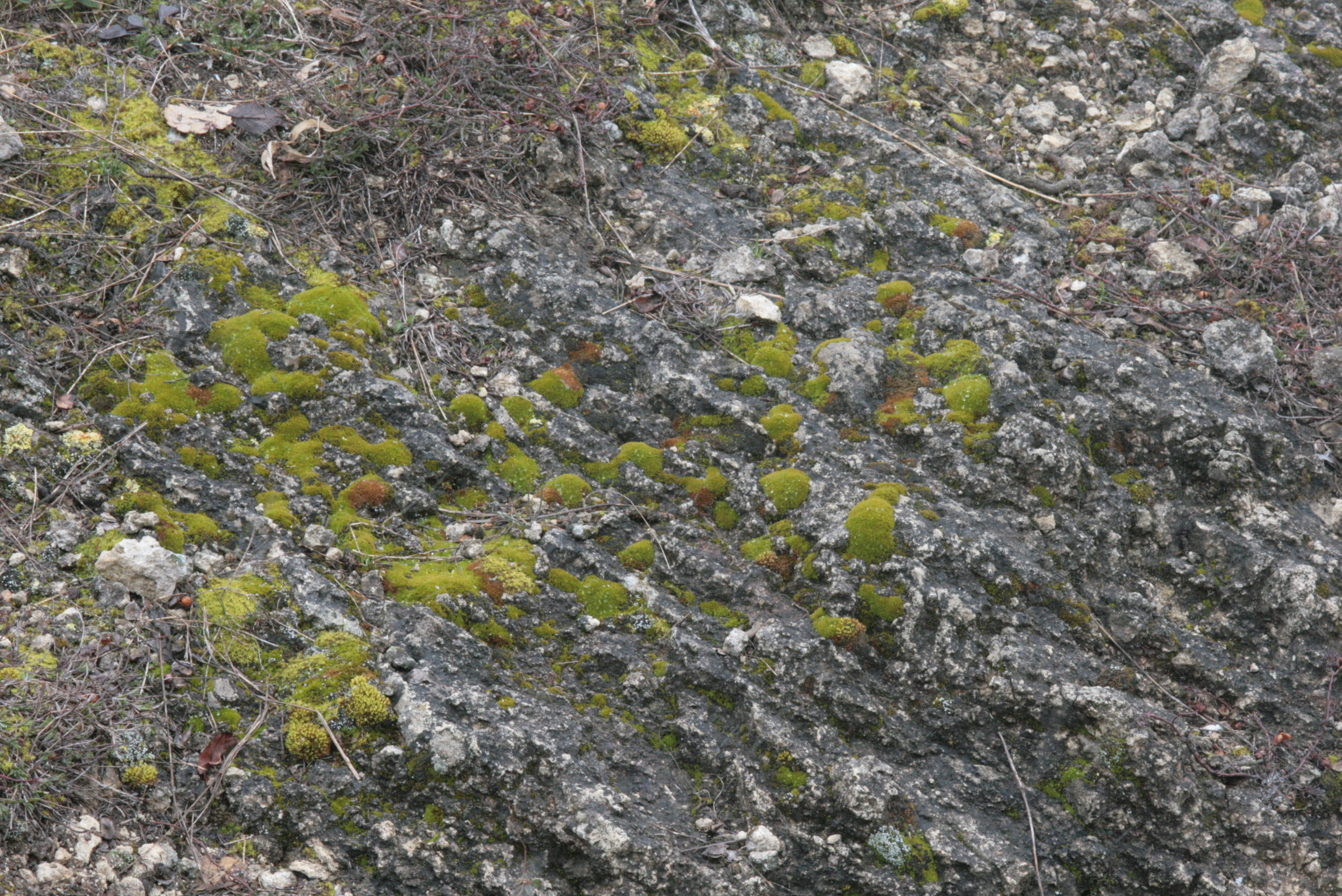